# Baby-Calf
Der Begriff Baby-Calf (englisch baby calf = Babykalb) ist ein Leder von kleinen Kälbern, die unter drei Monate alt waren und ausschließlich von Milch lebten. Diese ungespaltenen, kleinen leichten Kalbfelle haben einen eigentlich glatten Narben ohne Prägung oder sind fein gekrispelt.
Ein besonderes Merkmal ist ein schwacher Glanz, der durch Glanzstoßen oder Bügeln erreicht wird. Baby-Calf wird für Schuhe, Jacken, Röcke usw. im Luxus-Segment der Modebranche verwendet.